# Enneadesmus auricomus
Enneadesmus auricomus är en skalbaggsart som först beskrevs av Edmund Reitter 1898.  Enneadesmus auricomus ingår i släktet Enneadesmus och familjen kapuschongbaggar. Inga underarter finns listade i Catalogue of Life.